# Intellivision Amico
O Intellivision Amico é um futuro console de jogos eletrônicos produzido pela Intellivision Entertainment, sem data de lançamento prevista, mas com um preço de varejo esperado de aproximadamente 249 dólares. O console está programado para incluir seis jogos pré-carregados no lançamento, com cerca de quarenta títulos adicionais disponíveis naquele momento.